# 도로개미
도로개미는 개미의 한 종으로서, 대체로 해충으로 분류된다. '도로개미'라는 이름은 이들이 도로 등에 둥지를 짓는 데서 유래되었다.
이른 봄에, 도로개미 군락들은 새로운 곳을 정복하려 들고 흔히 근방의 다른 종 개미 군락들을 공격한다. 이때문에 개미들간에 전쟁이 일어나 수천마리의 개미가 죽기도 한다. 이들은 호전적이어서 침입하기 불가능해보이는 곳에도 둥지를 짓는다. 여름철에 도로개미들은 둥지를 환기시키기 위해서 보도블록 사이의 모래를 파기도 한다.

## 습성
검은색에서 짙은 갈색이며, 약 4mm정도이다. 이들은 거의 모든것, 예로 곤충, 진딧물 등의 분비꿀, 벌꿀먹으며 빵, 육류, 아이스 크림 그리고 치즈를 먹는다. 이들은 병균을 퍼뜨리지는 않는 것으로 알려져있지만 음식물을 배설물 등으로 오염시킬 수 있으므로 피해야한다.